# امیربهاءالدین برندق خجندی
امیر بهاءالدین برندق معروف به بَرَندَقِ خُجَندی فرزند امیر نصرت‌شاه خجندی در سال ۷۵۷ قمری در خجند ولادت یافت و در دربارهای تیمور و شاهرخ‌میرزا به سرودن قصیده پرداخت. اشعار او، شامل قصیده، غزل، قطعه و رباعی‌است؛ او هم قصاید خاقانی را جواب گفته و هم به استقبال برخی قصاید انوری و سعدی رفته‌است. برندق خجندی از پیروان مذهب حنفی بود. او سفرهایی به شام، تبریز، خراسان، یزد و بغداد داشته‌است. وی در سال ۸۳۵ قمری در سمرقند درگذشت.